# Liu Xin (astrónomo)
Liu Xin (en chino tradicional, 劉歆; Wade-Giles, Liu Hsin; ca. 46 a. C. - 23 d. C.), posteriormente cambió su nombre a Liu Xiu (刘秀), y como nombre de cortesía Zijun (子 骏), fue un historiador, astrónomo y editor chino durante la dinastía Xin (9-23 d. C.). Era hijo del estudioso confuciano Liu Xiang (77-6 a. C.) y asociado de otros pensadores destacados como el filósofo Huan Tan (m. 28 d. C.).

## Contribuciones
Liu creó un nuevo sistema astronómico, llamado "Triple Concordancia". Publicó este sistema en el año 8, en una sección de su libro de texto. En él se proporcionan los siguientes períodos:
- Periodo Lunar (mes sinódico): 29 43/81 día s.
- Un total de 235 meses sinódicos suman 19 años.

Por lo tanto su número de días en un año fue 365,25016, que es de 11 minutos más que el valor actual.
Liu creado un catálogo de 1080 estrellas, donde se utilizó la escala de 6 magnitudes. También calculó períodos de planetas.
Durante siglos antes del reinado de Wang Mang (9-23) los chinos habían utilizado el valor de 3 para el cálculo de pi. Entre el año 1 y 5 d. C., mientras trabajaba para el jefe de facto del Estado, Wang Mang, Liu Xin fue el primero en dar un cálculo más preciso de pi a 3,154, aunque el método exacto que usó para llegar a esta cifra se desconoce. Sin embargo, el antiguo registro de la norma "Liu Xin Jia Liang Hu" aún se conserva en Pekín, que Joseph Needham cita a continuación con referencias modernas de las unidades arcaicas de ortografía:

La chía liang hu tiene un cuadrado con cada lado 1 chhih (pie) de largo, y fuera de un círculo. La distancia de cada esquina de la plaza para el círculo (thiao Phang) es de 9 li 5 hao. El área del círculo (mu) es 162 (cuadrados) tshun (pulgadas), la profundidad de 1 chhih (pie), y el volumen (de todo) 1620 (cúbicos) tshun (pulgadas)." .
Liu Xin

Más tarde matemáticos como Zhang Heng (78-139) y Liu Hui (fallecido en el siglo III) mejorarían el cálculo de Liu para pi aproximado a la norma de pi utilizado en los tiempos modernos.
Aunque Liu Xin era originalmente un partidario leal de Wang Mang, después de que las tropas de Wang fueron derrotadas el 7 de julio del año 23 en la batalla de Kunyang, Liu Xin conspiró con otros para derrocar a Wang Mang. El complot fue descubierto, por lo que todos los conspiradores se suicidaron o fueron ejecutados.
Un cráter en Marte fue nombrado en su honor.